# Decaspermum nivale
Decaspermum nivale är en myrtenväxtart som först beskrevs av Henry Nicholas Ridley, och fick sitt nu gällande namn av Elmer Drew Merrill och Lily May Perry. Decaspermum nivale ingår i släktet Decaspermum och familjen myrtenväxter. Inga underarter finns listade i Catalogue of Life.